# نتروي

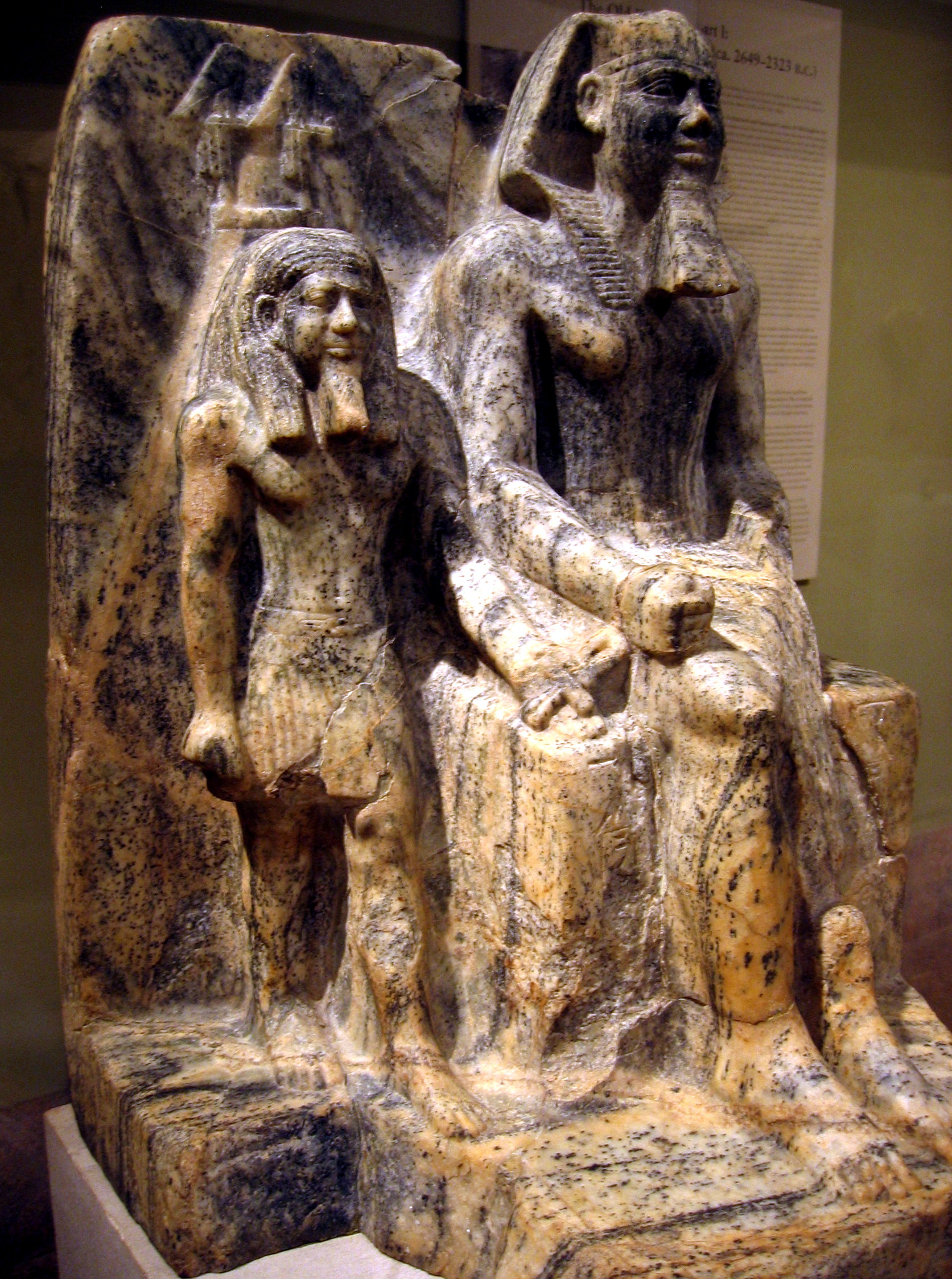
الملك ساحورع (يمين)

نتروي أو هاراوي كانت المقاطعة رقم 5 من مقاطعات مصر العليا القديمة. كانت ذات أهمية سياسية، ولكن خلال عهد الأسرة الحادية عشرة طغت عليها طيبة في مقاطعة واست. من أهم مدن المقاطعة نقادة مكان عبادة الإله سيث. وخزام التي أصبحت في نهاية المملكة القديمة عاصمة للمقاطعة على الأقل لفترة معينة.